# Anders Skärvstrand
Anders Skärvstrand, född Jönsson, 24 juli 1960, är en tidigare svensk friidrottare (kula). Han tävlade för Stockholms Spårvägars GoIF.